# Golf Flamingo
Le golf Flamingo (arabe : غولف فلامينغو) est un terrain de golf à Monastir en Tunisie. Il est réalisé par l'architecte Ronald Fream en 1991. 